# Intensiv-Informations-Management-System
Intensiv-Informations-Management-Systeme (IMS) sind spezielle klinische Arbeitsplatzsysteme (KAS), die auf die Bedürfnisse von Intensivstationen abgestimmt sind. Neben einer vollständigen Basis- und Verlaufsdokumentation enthalten die meisten IMS auch Verordnungssysteme für die Pharmakotherapie sowie die pflegerischen und ärztlichen Maßnahmen. 
Ein wesentliches Merkmal der Intensivsysteme ist die automatische Datenübernahme von den Medizingeräten wie den Vitaldatenmonitoren (Überwachungsgeräte), Beatmungsgeräten oder den intravenösen Infusionen (Spritzenpumpen, Infusionspumpen).